# Élections législatives de 1876 en Maine-et-Loire
Les élections législatives de 1876 ont eu lieu les 20 février et 5 mars.

## Députés élus
|   | Circonscription | Député élu                                |  | Groupe parlementaire |
| - | --------------- | ----------------------------------------- |  | -------------------- |
| 1 | 1re d'Angers    | Théobald de Soland                        |  | Légitimiste          |
| 2 | 2e d'Angers     | Alexandre Fairé                           |  | Légitimiste          |
| 3 | Baugé           | Albert Benoist                            |  | Union républicaine   |
| 4 | 1re de Cholet   | Armand-Urbain de Maillé de La Tour-Landry |  | Légitimiste          |
| 5 | 2e de Cholet    | Henri Louis Marie de Durfort-Civrac       |  | Légitimiste          |
| 6 | Saumur          | François Eugène Berger                    |  | Appel au peuple      |
| 7 | Segré           | Louis Eugène Janvier de La Motte          |  | Appel au peuple      |

## Résultats à l'échelle du département
| Partis         | Partis               | Premier tour | Premier tour | Deuxième tour | Deuxième tour | Sièges |
| Partis         | Partis               | Voix         | %            | Voix          | %             | Sièges |
| -------------- | -------------------- | ------------ | ------------ | ------------- | ------------- | ------ |
|                | Légitimistes         | 50 351       | 45,52        | 15 612        | 31,17         | 4      |
|                | Républicains modérés | 39 882       | 36,05        | 14 744        | 29,43         | 1      |
|                | Bonapartistes        | 17 603       | 15,91        | 19 738        | 39,40         | 2      |
|                | Constitutionnels     | 2 787        | 2,52         |               |               | 0      |
|                |                      |              |              |               |               |        |
| Inscrits       | Inscrits             | 145 437      | 100,00       | 65 240        | 100,00        | 7      |
| Votants        | Votants              |              |              | 50 436        | 77,31         |        |
| Abstentions    | Abstentions          |              |              | 14 804        | 22,69         |        |
| Blancs et nuls | Blancs et nuls       |              |              | 342           | 0,68          |        |
| Exprimés       | Exprimés             | 110 623      |              | 50 094        | 99,32         |        |

## Résultats par arrondissement

### Arrondissement d'Angers

#### 1recirconscription
| Candidats      | Candidats           | Étiquette          | Premier tour | Premier tour | Deuxième tour | Deuxième tour |
| Candidats      | Candidats           | Étiquette          | Voix         | %            | Voix          | %             |
| -------------- | ------------------- | ------------------ | ------------ | ------------ | ------------- | ------------- |
|                | Théobald de Soland* | Légitimiste        | 6 910        | 39,24        | 9 701         | 59,82         |
|                | Ernest Mourin       | Républicain modéré | 5 985        | 33,99        | 6 517         | 40,18         |
|                | Bourlon de Rouvre   | Bonapartiste       | 4 174        | 23,70        |               |               |
|                |                     |                    |              |              |               |               |
| Inscrits       | Inscrits            | Inscrits           | 22 195       | 100,00       | 22 195        | 100,00        |
| Votants        | Votants             | Votants            |              |              | 16 345        | 73,64         |
| Abstention     | Abstention          | Abstention         |              |              | 5 850         | 26,36         |
| Blancs et nuls | Blancs et nuls      | Blancs et nuls     |              |              | 127           | 0,78          |
| Exprimés       | Exprimés            | Exprimés           | 17 609       | 79,34        | 16 218        | 99,22         |

#### 2ecirconscription
| Candidats      | Candidats       | Étiquette          | Premier tour | Premier tour |
| Candidats      | Candidats       | Étiquette          | Voix         | %            |
| -------------- | --------------- | ------------------ | ------------ | ------------ |
|                | Alexandre Fairé | Légitimiste        | 8 593        | 50,40        |
|                | Alexis Maillé   | Républicain modéré | 8 458        | 46,60        |
|                |                 |                    |              |              |
| Inscrits       | Inscrits        | Inscrits           | 23 246       | 100,00       |
| Votants        | Votants         | Votants            | 17 206       | 74,02        |
| Abstention     | Abstention      | Abstention         | 6 040        | 25,98        |
| Blancs et nuls | Blancs et nuls  | Blancs et nuls     | 155          | 0,90         |
| Exprimés       | Exprimés        | Exprimés           | 17 051       | 99,10        |

### Arrondissement de Baugé
| Candidats      | Candidats            | Étiquette           | Premier tour | Premier tour |
| Candidats      | Candidats            | Étiquette           | Voix         | %            |
| -------------- | -------------------- | ------------------- | ------------ | ------------ |
|                | Albert Benoist       | Républicain radical | 10 847       | 64,24        |
|                | Gaëtan de Rochebouët | Légitimiste         | 6 038        | 35,76        |
|                |                      |                     |              |              |
| Inscrits       | Inscrits             | Inscrits            | 21 322       | 100,00       |
| Votants        | Votants              | Votants             | 17 152       | 80,44        |
| Abstention     | Abstention           | Abstention          | 4 170        | 19,56        |
| Blancs et nuls | Blancs et nuls       | Blancs et nuls      | 267          | 1,56         |
| Exprimés       | Exprimés             | Exprimés            | 16 885       | 98,44        |

### Arrondissement de Cholet

#### 1recirconscription
| Candidats      | Candidats                                 | Étiquette          | Premier tour | Premier tour |
| Candidats      | Candidats                                 | Étiquette          | Voix         | %            |
| -------------- | ----------------------------------------- | ------------------ | ------------ | ------------ |
|                | Armand-Urbain de Maillé de La Tour-Landry | Légitimiste        | 7 180        | 55,24        |
|                | Abellard                                  | Républicain modéré | 3 835        | 29,50        |
|                | Formon                                    | Légitimiste diss.  | 1 983        | 15,26        |
|                |                                           |                    |              |              |
| Inscrits       | Inscrits                                  | Inscrits           | 16 621       | 100,00       |
| Votants        | Votants                                   | Votants            | 13 028       | 78,38        |
| Abstention     | Abstention                                | Abstention         | 3 593        | 21,62        |
| Blancs et nuls | Blancs et nuls                            | Blancs et nuls     | 30           | 0,23         |
| Exprimés       | Exprimés                                  | Exprimés           | 12 998       | 99,77        |

#### 2ecirconscription
| Candidats      | Candidats                           | Étiquette      | Premier tour | Premier tour |
| Candidats      | Candidats                           | Étiquette      | Voix         | %            |
| -------------- | ----------------------------------- | -------------- | ------------ | ------------ |
|                | Henri Louis Marie de Durfort-Civrac | Légitimiste    | 10 781       | 100,00       |
|                |                                     |                |              |              |
| Inscrits       | Inscrits                            | Inscrits       | 19 008       | 100,00       |
| Votants        | Votants                             | Votants        | 11 675       | 61,42        |
| Abstention     | Abstention                          | Abstention     | 7 333        | 38,58        |
| Blancs et nuls | Blancs et nuls                      | Blancs et nuls | 894          | 7,66         |
| Exprimés       | Exprimés                            | Exprimés       | 10 781       | 92,34        |

### Arrondissement de Saumur
| Candidats      | Candidats              | Étiquette          | Premier tour | Premier tour | Deuxième tour | Deuxième tour |
| Candidats      | Candidats              | Étiquette          | Voix         | %            | Voix          | %             |
| -------------- | ---------------------- | ------------------ | ------------ | ------------ | ------------- | ------------- |
|                | Jacques-Eugène Bury    | Républicain modéré | 7 970        | 38,12        | 8 227         | 39,84         |
|                | François Eugène Berger | Bonapartiste       | 7 540        | 36,06        | 12 423        | 60,16         |
|                | Henri Guy Delavau*     | Légitimiste        | 5 398        | 25,82        |               |               |
|                |                        |                    |              |              |               |               |
| Inscrits       | Inscrits               | Inscrits           | 26 610       | 100,00       | 26 610        | 100,00        |
| Votants        | Votants                | Votants            | 20 923       | 78,63        | 20 765        | 78,03         |
| Abstention     | Abstention             | Abstention         | 5 687        | 21,37        | 5 845         | 21,97         |
| Blancs et nuls | Blancs et nuls         | Blancs et nuls     | 15           | 0,07         | 115           | 0,55          |
| Exprimés       | Exprimés               | Exprimés           | 20 908       | 99,93        | 20 650        | 99,45         |

### Arrondissement de Segré
| Candidats      | Candidats                        | Étiquette          | Premier tour | Premier tour | Deuxième tour | Deuxième tour |
| Candidats      | Candidats                        | Étiquette          | Voix         | %            | Voix          | %             |
| -------------- | -------------------------------- | ------------------ | ------------ | ------------ | ------------- | ------------- |
|                | Louis Eugène Janvier de La Motte | Bonapartiste       | 5 889        | 42,39        | 7 315         | 55,31         |
|                | Léonce de Terves                 | Légitimiste        | 3 468        | 24,97        | 5 911         | 44,69         |
|                | Ernest Guibourd de Luzinais      | Constitutionnel    | 2 787        | 20,06        |               |               |
|                | Emmanuel Lechat de Tessecourt    | Républicain modéré | 1 747        | 12,58        |               |               |
|                |                                  |                    |              |              |               |               |
| Inscrits       | Inscrits                         | Inscrits           | 16 435       | 100,00       | 16 435        | 100,00        |
| Votants        | Votants                          | Votants            |              |              | 13 326        | 81,08         |
| Abstention     | Abstention                       | Abstention         |              |              | 3 109         | 18,92         |
| Blancs et nuls | Blancs et nuls                   | Blancs et nuls     |              |              | 100           | 0,75          |
| Exprimés       | Exprimés                         | Exprimés           | 13 891       |              | 13 226        | 99,25         |